# Doraster constellatus
Doraster constellatus is een zeester uit de familie Zoroasteridae.
De wetenschappelijke naam van de soort werd in 1970 gepubliceerd door Maureen Downey.